# Alush Gavazaj
Alush Gavazaj (Prizren, 24 marzo 1995) è un calciatore kosovaro, centrocampista del Liria.

## Carriera
Il 16 gennaio 2020 viene acquistato a titolo definitivo dalla squadra macedone del Renova.

## Statistiche

### Presenze e reti nei club
Statistiche aggiornate al 28 aprile 2021.
| Stagione        | Squadra         | Campionato      | Campionato | Campionato | Coppe nazionali | Coppe nazionali | Coppe nazionali | Coppe continentali | Coppe continentali | Coppe continentali | Altre coppe | Altre coppe | Altre coppe | Totale | Totale |
| Stagione        | Squadra         | Comp            | Pres       | Reti       | Comp            | Pres            | Reti            | Comp               | Pres               | Reti               | Comp        | Pres        | Reti        | Pres   | Reti   |
| --------------- | --------------- | --------------- | ---------- | ---------- | --------------- | --------------- | --------------- | ------------------ | ------------------ | ------------------ | ----------- | ----------- | ----------- | ------ | ------ |
| 2014-feb. 2015  | Tirana          | KS              | 0          | 0          | CA              | 3               | 0               | -                  | -                  | -                  | -           | -           | -           | 3      | 0      |
| feb.-giu. 2015  | Bylis Ballsh    | KP              | 14         | 0          | CA              | 0               | 0               | -                  | -                  | -                  | -           | -           | -           | 14     | 0      |
| 2015-2016       | Tërbuni Pukë    | KS              | 32         | 0          | CA              | 3               | 0               | -                  | -                  | -                  | -           | -           | -           | 35     | 0      |
| 2016-2017       | Korabi          | KS              | 24         | 1          | CA              | 1               | 0               | -                  | -                  | -                  | -           | -           | -           | 25     | 1      |
| 2017-2018       | Liria           | SL              | 16         | 0          | CK              | 0               | 0               | -                  | -                  | -                  | -           | -           | -           | 16     | 0      |
| 2018-2019       | Feronikeli      | SL              | 11         | 0          | CK              | 1               | 0               | -                  | -                  | -                  | -           | -           | -           | 12     | 0      |
| 2019-gen. 2020  | Vushtrria       | SL              | 10         | 0          | CK              | 0               | 0               | -                  | -                  | -                  | -           | -           | -           | 10     | 0      |
| gen.-giu. 2020  | Renova          | PL              | 5          | 0          | CM              | 1               | 0               | -                  | -                  | -                  | -           | -           | -           | 6      | 0      |
| 2020-2021       | Renova          | PL              | 30         | 1          | CM              | 1               | 0               | UEL                | 2                  | 0                  | -           | -           | -           | 33     | 1      |
| Totale Renova   | Totale Renova   | Totale Renova   | 35         | 1          |                 | 2               | 0               |                    | 2                  | 0                  |             | -           | -           | 39     | 1      |
| Totale carriera | Totale carriera | Totale carriera | 142        | 2          |                 | 10              | 0               |                    | 2                  | 0                  |             | -           | -           | 154    | 2      |